# Costa Rica nos Jogos Olímpicos
A Costa Rica participou pela primeira vez dos Jogos Olímpicos em 1936, mas não participou das 4 edições seguintes. O país voltou aos Jogos 1964, e participou de todas as edições dos Jogos Olímpicos de Verão desde então. A Costa Rica também participou de várias edições dos Jogos Olímpicos de Inverno desde 1980.
Atletas costa-riquenhos ganharam um total de 4 medalhas, todas por Silvia Poll e Claudia Poll na Natação.
O Comitê Olímpico Nacional da Costa Rica foi criado em 1953 e reconhecido pelo COI em 1954.

## Lista de Medalhistas
| Medalha           | Nome         | Jogos        | Esporte | Evento              |
| ----------------- | ------------ | ------------ | ------- | ------------------- |
| Medalha de prata  | Silvia Poll  | 1988 Seul    | Natação | 200m livre feminino |
| Medalha de ouro   | Claudia Poll | 1996 Atlanta | Natação | 200m livre feminino |
| Medalha de bronze | Claudia Poll | 2000 Sydney  | Natação | 200m livre feminino |
| Medalha de bronze | Claudia Poll | 2000 Sydney  | Natação | 400m livre feminino |

## Medalhas por Jogos
| Jogos          | Ouro | Prata | Bronze | Total |
| 1988 Seul      | 0    | 1     | 0      | 1     |
| 1992 Barcelona | 0    | 0     | 0      | 0     |
| 1996 Atlanta   | 1    | 0     | 0      | 1     |
| 2000 Sydney    | 0    | 0     | 2      | 2     |
| 2004 Atenas    | 0    | 0     | 0      | 0     |
| 2008 Pequim    | 0    | 0     | 0      | 0     |
| Total          | 1    | 1     | 2      | 4     |